# Quadrastichus zaslavskyi
Quadrastichus zaslavskyi är en stekelart som beskrevs av Kostjukov 2000. Quadrastichus zaslavskyi ingår i släktet Quadrastichus och familjen finglanssteklar. Inga underarter finns listade i Catalogue of Life.